# Ludwig Moroder
Ludwig Moroder "Lenert" (Ortisei, 7 novembre 1879 – Ortisei, 10 agosto 1953) è stato uno scultore italiano.

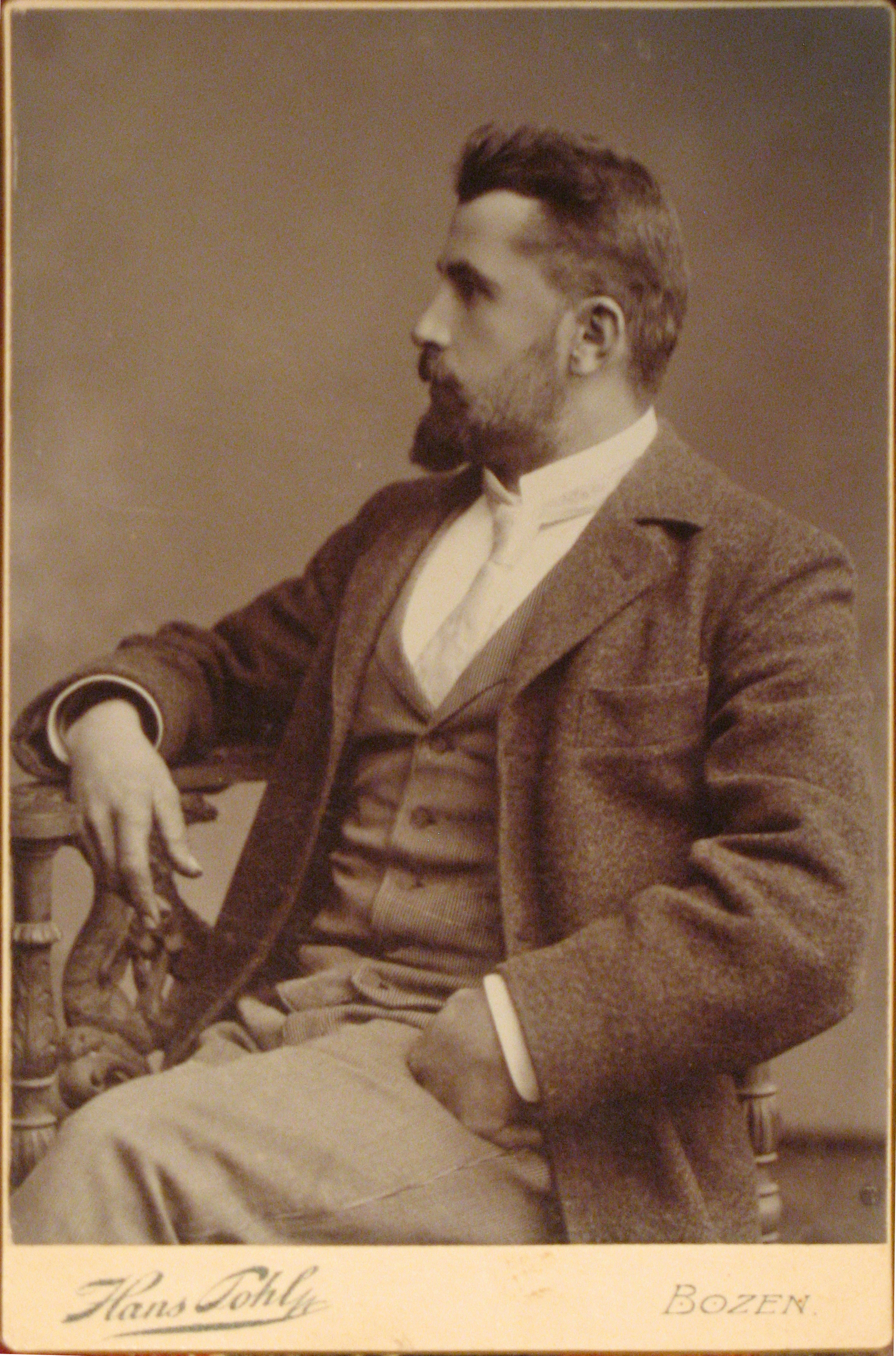
Lo scultore Ludwig Moroder a 20 anni

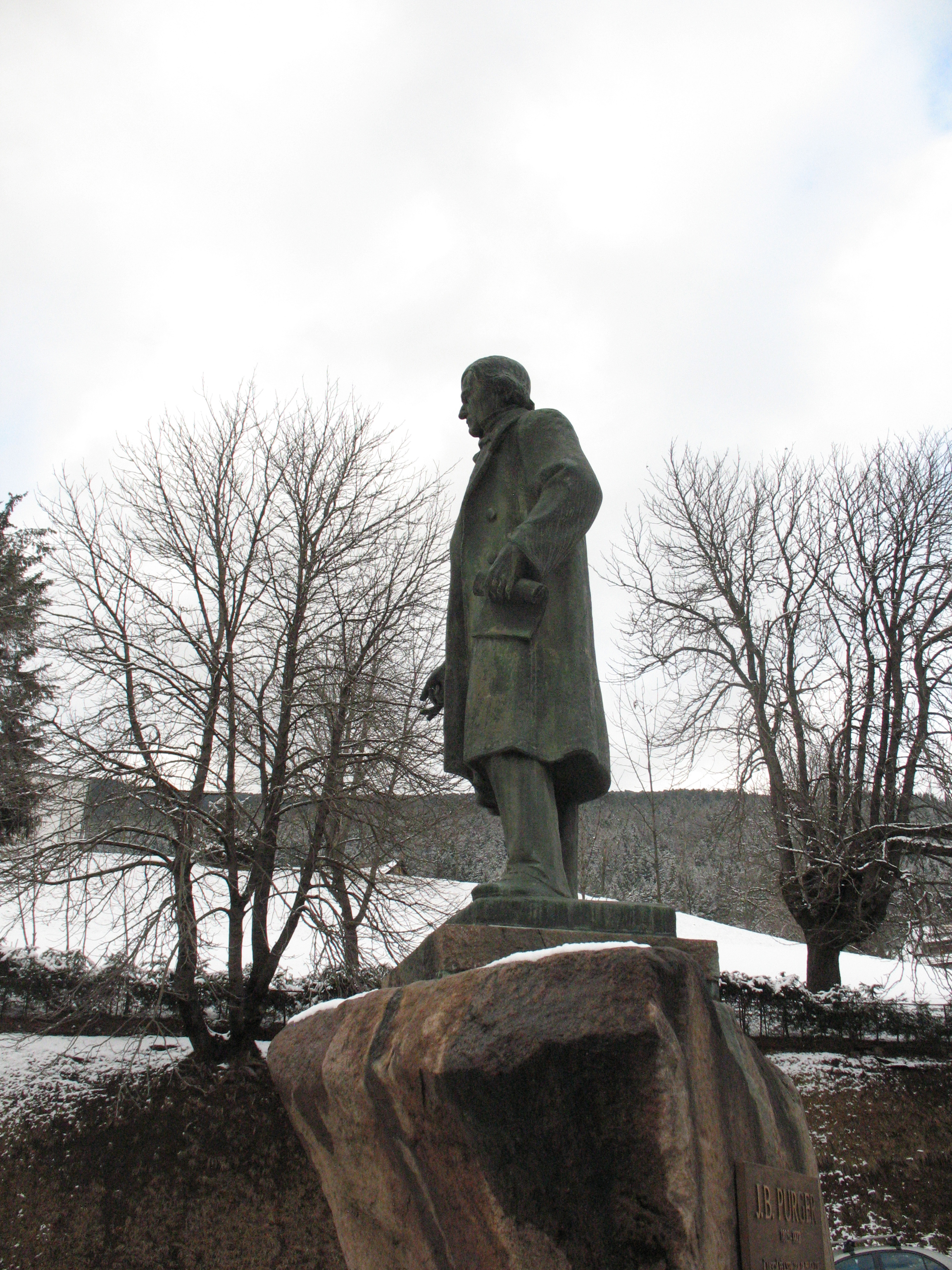
Il monumento in bronzo del 1921 a J.B. Purger costruttore della prima strada della Val Gardena

È ricordato alternativamente come Ludwig Moroder-Lenert, Ludwig Moroder dl Mëune o Lodovico Moroder.

## Biografia
Nacque a Ortisei, importante centro turistico della Val Gardena, da una famiglia molto nota in paese, in quanto i suoi membri, di padre in figlio, ricoprivano sin dal Seicento la carica di sagrestani della locale parrocchia. Suo padre, come peraltro la maggior parte dei gardenesi, intagliava il legno ed era specializzato nella creazione di crocifissi. Morì quando Ludwig era ancora giovanissimo.
Ludwig imparò a scolpire dal prof. Franz Haider, da Josef Moroder-Lusenberg e da Franz Tavella. Lavorò nel laboratorio dei Fratelli Moroder nella casa Lenert ad Ortisei e come direttore tecnico nell'atelier dei Fratelli Moroder ad Offenburg nel Baden-Württemberg in Germania. Negli anni 1900-1914 allestì molti altari costruiti dalla ditta Fratelli Moroder, con statue in stile neogotico, nel Baden-Württemberg. 
Secondo la testimonianza della figlia, egli partecipò all'esecuzione del gruppo scultorio della Santa Elisabetta d'Ungheria di Rudolf Moroder, ora esposto nella chiesa parrocchiale di Ortisei, scolpendo il mendicante. Per tale scultura la ditta Fratelli Moroder fu premiata con una medaglia d'oro all'Esposizione Mondiale di Parigi del 1900.
Nel 1911 sposò Adele Moroder una lontana parente e figlia di Franz Moroder il titolare della ditta Fratelli Moroder e s'installò definitivamente nel laboratorio di casa Lenert dopoché ben quattro fratelli della moglie Adele erano caduti nella prima guerra mondiale o deceduti per malattia.
Dal matrimonio con Adele nacquero cinque figli: Alessandro nel 1913, Maria nel 1914, Carlo nel 1917, Pauli nel 1919 e Alex nel 1923. Due dei suoi figli, Carlo e Pauli, divennero scultori nel legno. 
.

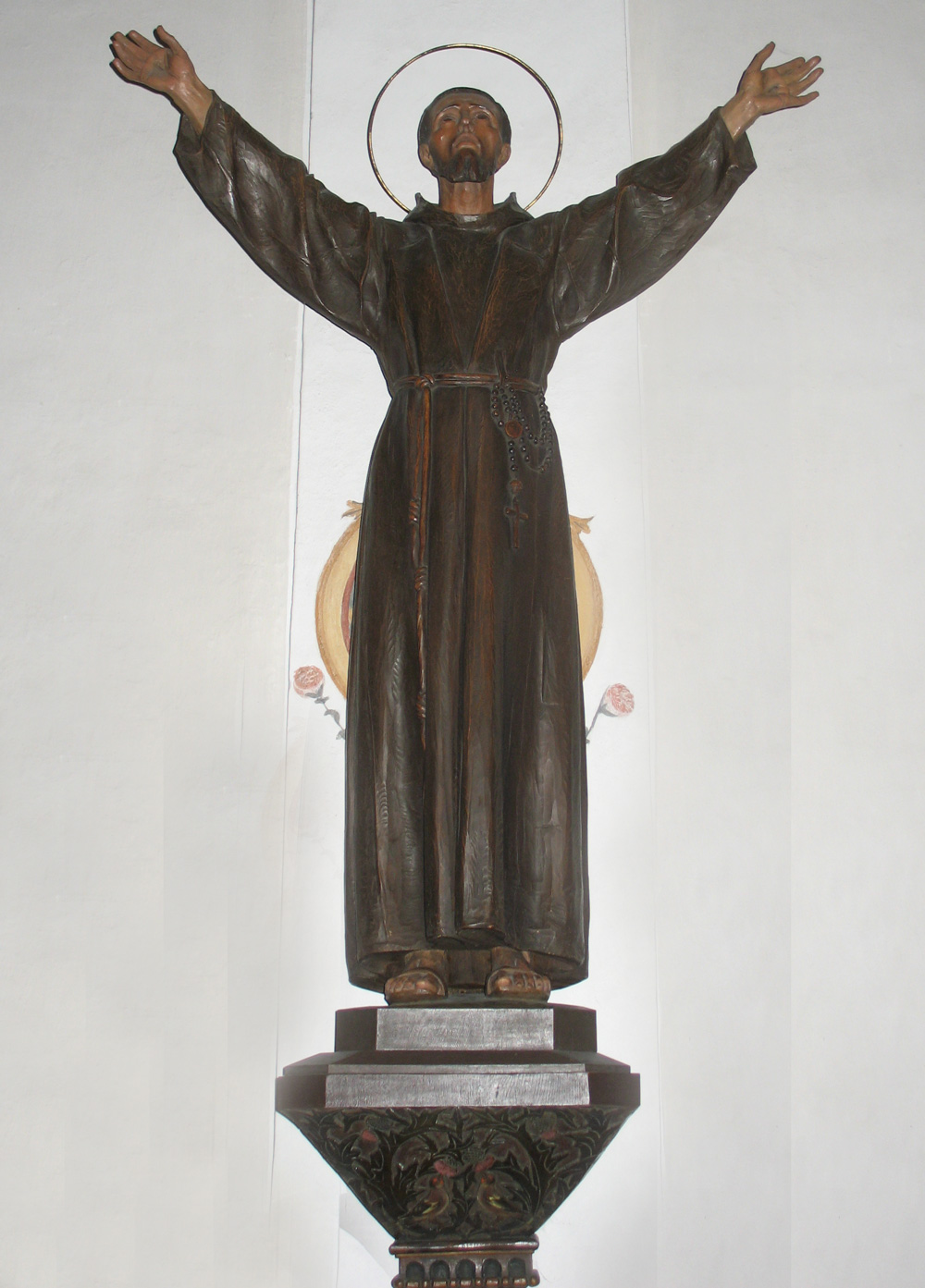
San Francesco d'Assisi nella chiesa di San Antonio a Ortisei, 1914

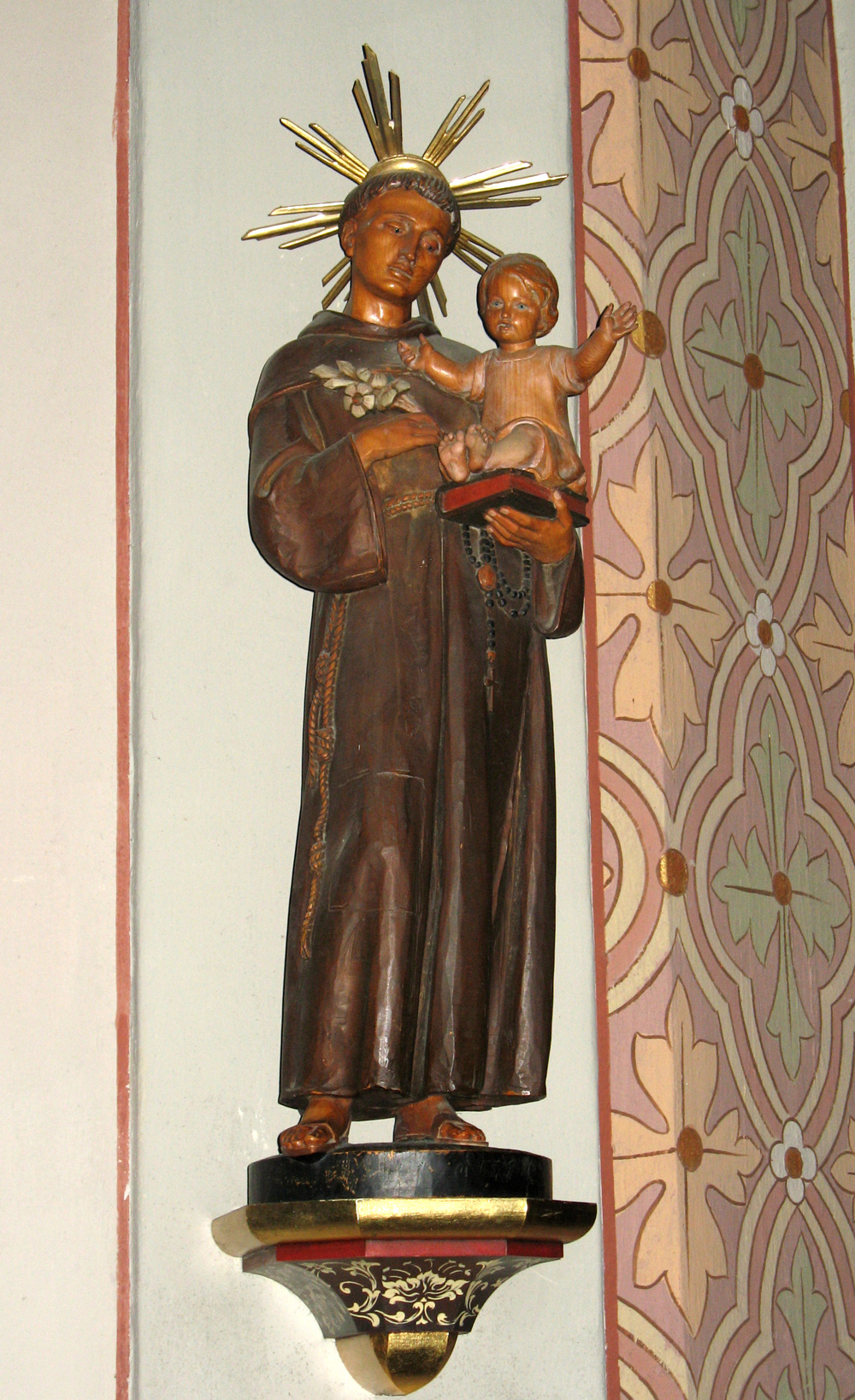
San Antonio di Padova nella chiesa parrocchiale di Ortisei, ca 1935

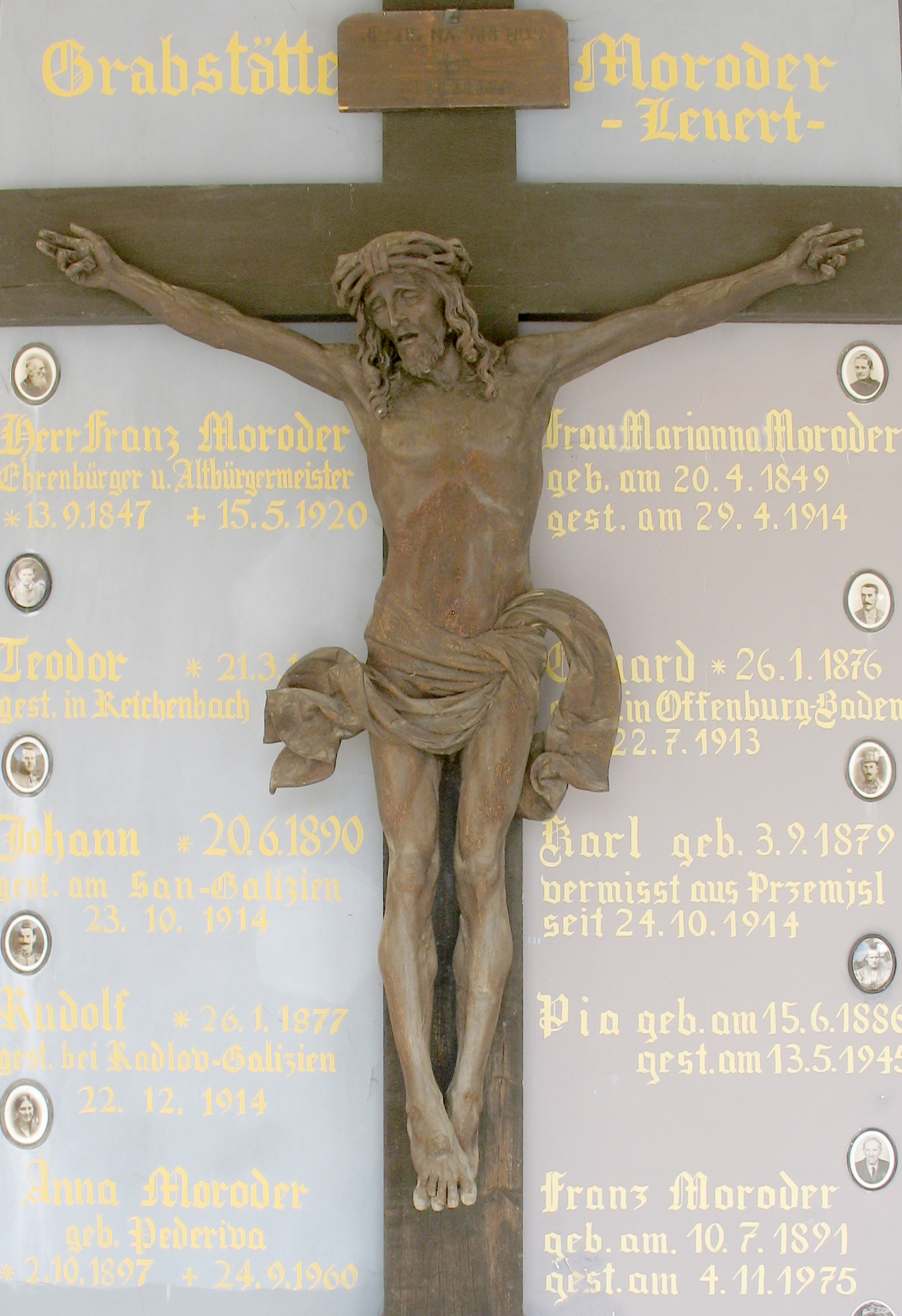
Crocifisso sulla tomba della famiglia Moroder-Lenert a Ortisei, 1920 ca.

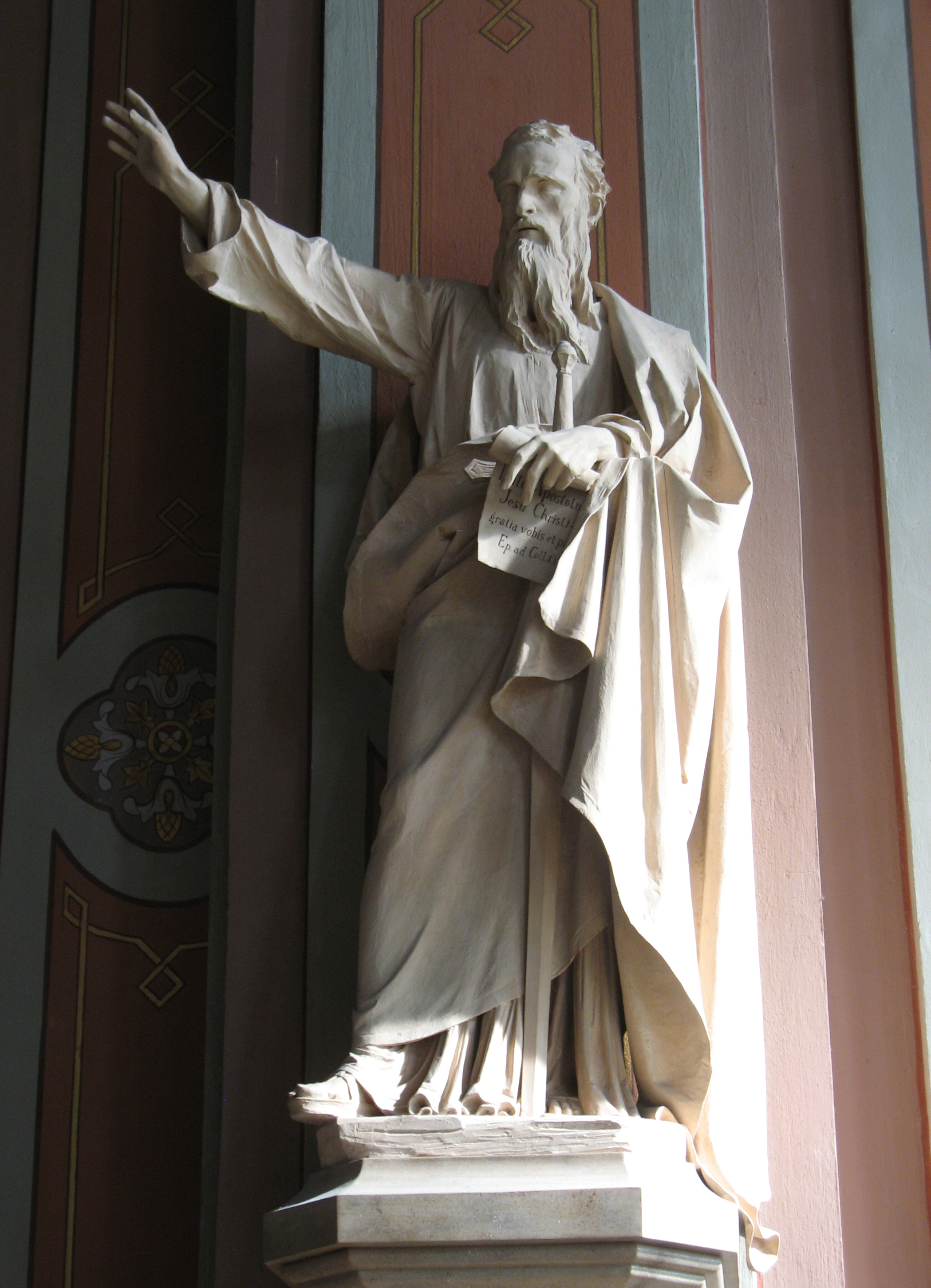
Statua di San Paolo di Tarso nella chiesa parrocchiale di Ortisei, 1907

Ludwig Moroder ottenne ancora nel 1918 l'incarico da parte del Governo di Vienna all'insegnamento di disegno, modellare e scultura nella Scuola d'Arte ad Ortisei dove insegnò per 27 anni. 
Sotto l'influenza del direttore della Scuola negli anni 1924-1927 Guido Balsamo Stella, Ludwig Moroder subì un notevole cambiamento del suo stile che divenne più contemporaneo. Le sue sculture divennero più morbide nei lineamenti e spesso d'aspetto neorinascimentale rispetto allo stile neogotico, probabilmente ereditato da Franz Tavella suo maestro alla fine dell'Ottocento. 
Anche i numerosi viaggi nelle città d'arte italiane contribuirono alla svolta del suo stile.
Nel 1920 Ludwig Moroder fu cofondatore del Circolo degli Artisti di Ortisei.
Il 24 aprile 1935 fu conferito all'artista il titolo di "Cavaliere dell'Ordine della Corona d'Italia" da parte del re d'Italia Vittorio Emanuele III di Savoia.
Nel 1940 espose alla VII Triennale di Milano una madonna colossale scolpita con Rudolf Vallazza.
Nel 1943 una statua lignea dell'artista rappresentante San Francesco di Sales fu donata dai giornalisti del giornale "L'Avvenire d'Italia" al papa Pio XII (L'Avvenire d'Italia 21. Marzo 1943)
Una statua lignea di donna con messe di frumento e fascio, alta ca 50 cm, donata al Principe Umberto di Savoia durante una visita in Val Gardena nel 1936, fu venduta nel 2005 all'asta di Christie's della collezione della principessa Maria Beatrice di Savoia.
Dopo l'occupazione dell'Alto Adige da parte delle truppe naziste nel 1943 fu sospeso dal suo incarico di insegnante d'arte avendo egli nel 1939 in occasione delle opzioni deciso di rimanere in Italia. Fu reinserito nell'insegnamento nel 1945. Nel 1949 si pensionò per motivi d'età.

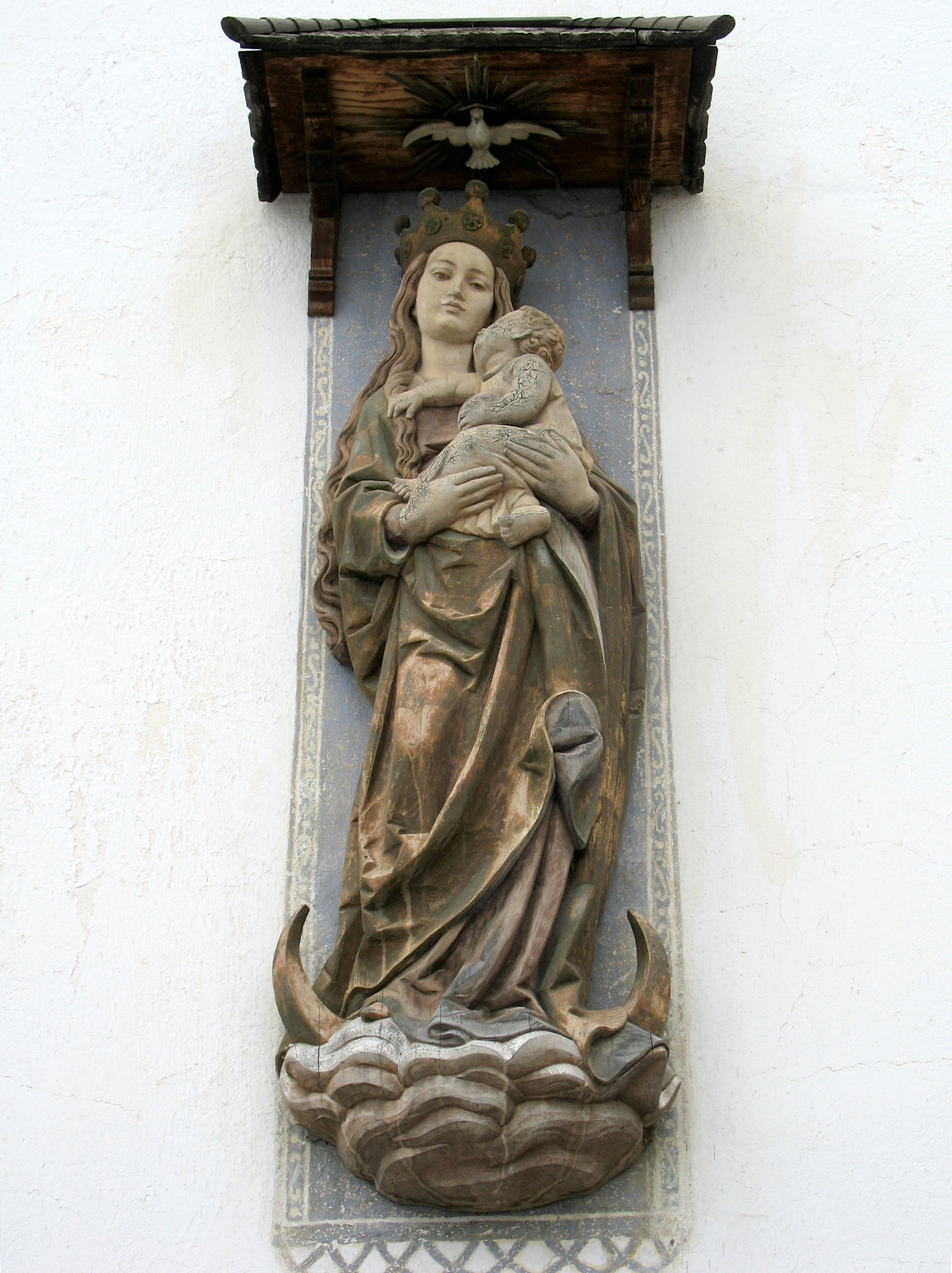
Madonna all'esterno della casa Lenert ad Ortisei

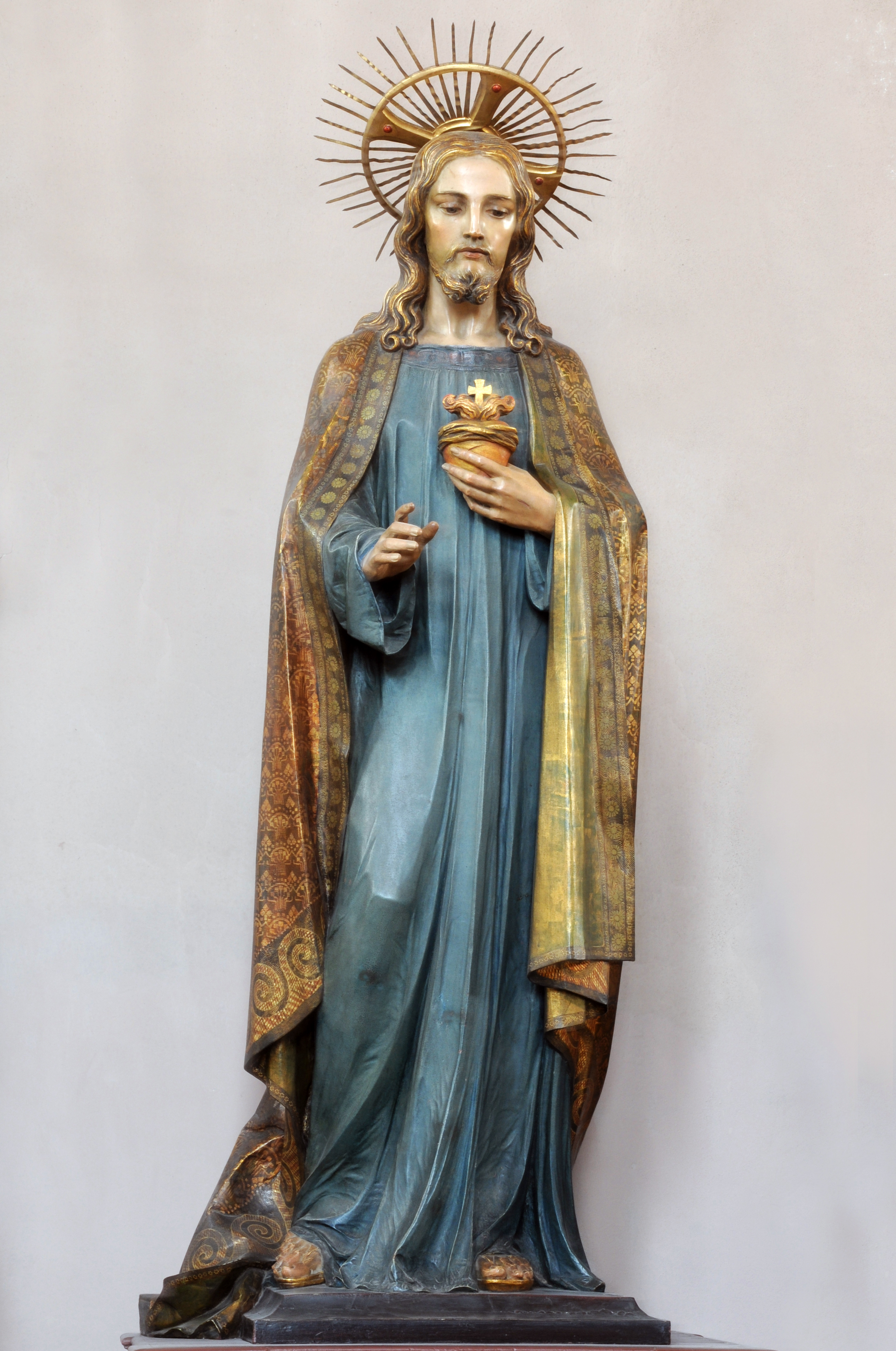
S. Cuore di Gesù nella chiesa parrocchiale di Ortisei, 1914

## Opere

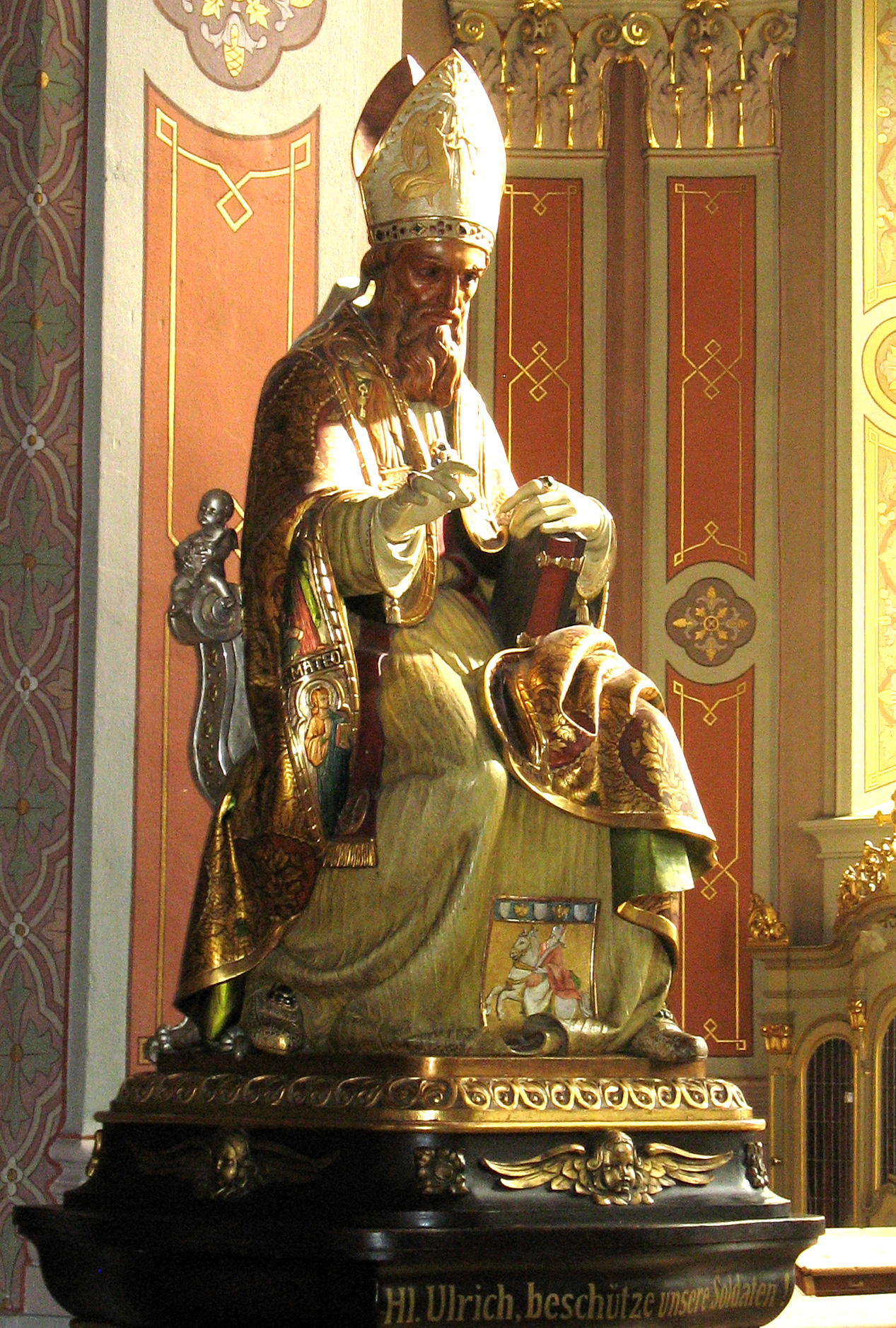
Statua lignea di San Ulrico, patrono della chiesa parrocchiale di Ortisei,1932

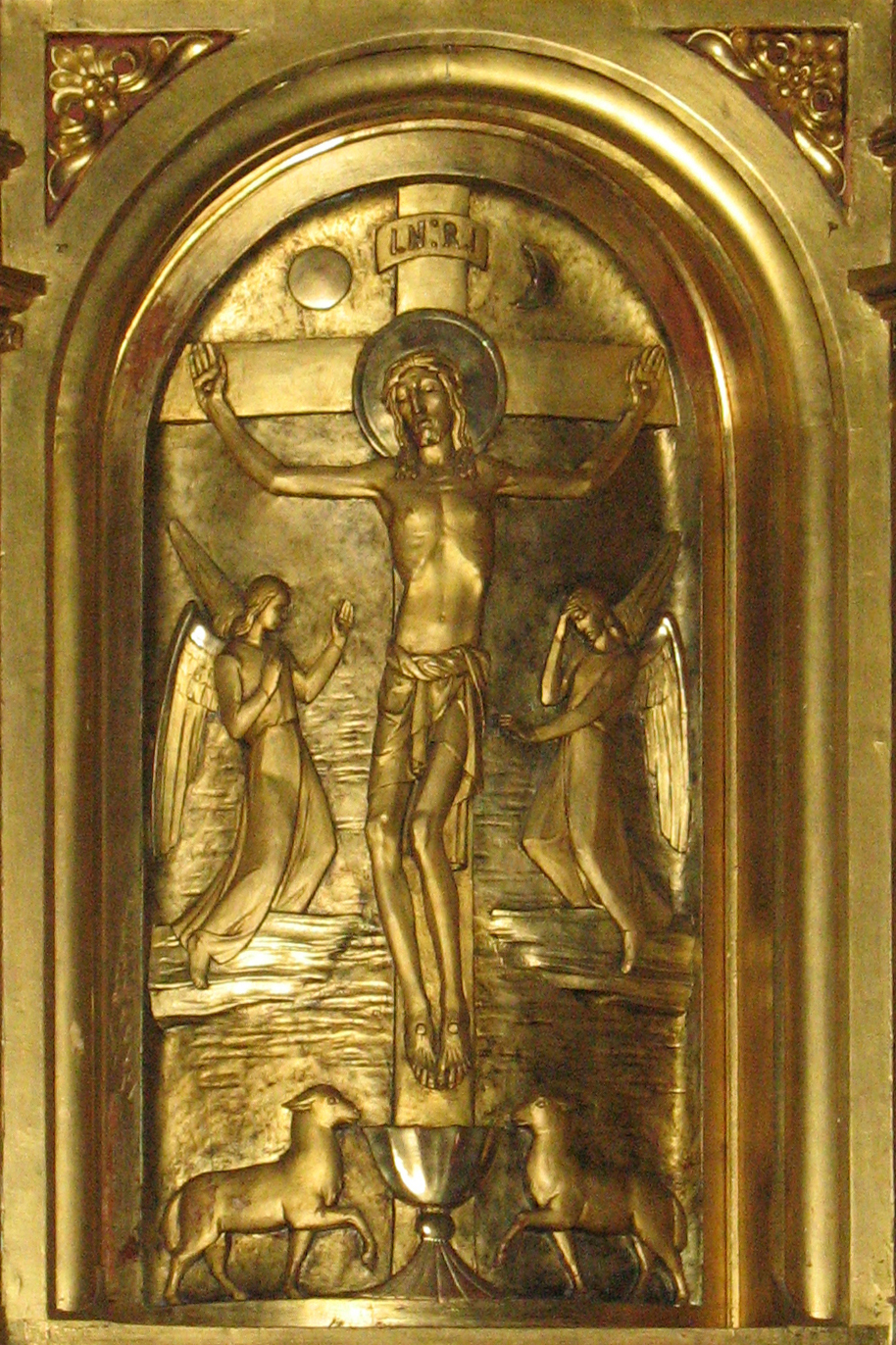
Tabernacolo dell'altare maggiore della parrocchiale di Ortisei, 1943

Opere importanti sono esposte nella chiesa parrocchiale di Ortisei: Sant'Ulrico, la statua del Cuore di Gesù, il San Paolo, la crocifissione sul tabernacolo dell'altare principale, Sant'Antonio di Padova.
Nella vicina cappella dei caduti, progettata dal prof. Adolf Keim, si può osservare uno dei capolavori del Moroder: la Pietà.
Ad Ortisei si possono inoltre ammirare il monumento a J.B Purger, il costruttore della Strada della Val Gardena, nel cimitero un crocifisso in stile tardogotico, nella chiesa di S. Antonio San Francesco scolpito nel 1914 e nel Museo della Val Gardena la scultura dell'eremita.
Nel presbiterio della chiesa di San Martino Vescovo a Sambughè, comune di Preganziol (TV), statua del Sacro Cuore di Gesù in cirmolo..
Per la VII Triennale di Milano eseguì una Madonna lignea assieme allo scultore Rudolf Vallazza